# Redișoara
Redișoara – wieś w Rumunii, w okręgu Aluta, w gminie Redea. W 2011 roku liczyła 530 mieszkańców.